# 成田泰親
成田 泰親（なりた やすちか）は、戦国時代から江戸時代前期にかけての武将。下野烏山藩主。官途名は左衛門尉。妻は上杉憲盛の娘。

## 生涯
成田長泰の次男として生まれる。兄弟には氏長、内匠、須加修理亮の妻、市田太郎の妻がいる。生年は定かでないが、兄・氏長と大差ない年代と考えられる。
泰親の詳細な動向は定かでないが、『成田系図』によれば「始住騎西城」と記されている。騎西城主を務める叔父の小田朝興（小田大炊頭）は天正8年（1580年）に古河公方に対して年頭の挨拶を行ったことを最後に消息が途絶えるが、泰親は同年以降に朝興の跡を継ぎ騎西領を管轄したものと考えられる。なお、歴史研究家の黒田基樹は朝興の死去および小田氏の家系断絶を天正15年（1587年）、泰親の騎西領継承を同年以降とした上で、成田氏傘下の本庄氏が領有する本庄領、羽生領と共に独自の領国支配を行ったと推測している。
天正18年（1590年）の小田原征伐の際には氏長と共に小田原城に籠城した。後北条氏の滅亡後、領地を没収され兄と共に蒲生氏郷に預けられたが、同年8月に氏郷が陸奥国会津に封じられると、三千石の知行を与えられた。天正19年（1591年）、九戸政実の乱が勃発すると同年7月に氏長と共に鎮圧のため参陣。鎮圧後、氏長は下野国烏山城2万石を与えられ、ふたたび大名となったが、泰親は主に京都で生活する氏長に代わって領国支配を任された。
文禄4年（1595年）、氏長が死去したためその跡を継いだ。慶長5年（1600年）の関ヶ原の戦いでは東軍に与して在国し、会津の上杉景勝に備えた。戦後その功績により本領を安堵された。元和2年12月18日（1617年1月25日）に死去。法名は傑伝宗三居士。なお、長男の重長は慶長8年（1603年）死去しており、重長の嫡子・房長は幼年のため、家督は次男の泰之が継いだ。